# Sandra Kruk
Sandra Kruk (ur. 22 sierpnia 1989 r.) – polska bokserka, wicemistrzyni świata amatorek, brązowa medalistka mistrzostw Europy, czterokrotna medalistka mistrzostw Unii Europejskiej, sześciokrotna mistrzyni Polski.

## Życiorys
Zawodniczka klubu Kontra Elbląg. Występuje w kategorii do 57 kg.
Sześciokrotna mistrzyni Polski (2011, 2012, 2013, 2014, 2016, 2018). Czterokrotnie zajmowała drugie miejsce (2008, 2009, 2010, 2017).
Zdobywczyni srebrnego medalu mistrzostw świata w 2012 roku w Qinhuangdao. W finałowym pojedynku przegrała z Amerykanką Tiarą Brown.
W 2019 roku podczas mistrzostw Europy w Alcobendas zdobyła brązowy medal po porażce w półfinale z Włoszką Irmą Testą.
Do 2012 roku występowała w kick-boxingu.